# Kościół św. Wawrzyńca w Nakle nad Notecią
Kościół św. Wawrzyńca – kościół parafialny, znajdujący się przy ul. Kościelnej 6 w Nakle nad Notecią.

## Historia kościoła
Najstarsza wzmianka o istnieniu w Nakle kościoła pod wezwaniem św. Wawrzyńca pochodzi z 1109. Z informacji można wnioskować, iż kościół powstał za czasów Bolesława Krzywoustego, kiedy kult św. Wawrzyńca był szczególnie rozwinięty. Nie sposób natomiast wskazać na czas erygowania parafii. Kronikarz Gall Anonim, opisując zwycięstwo księcia nad Pomorzanami pod Nakłem, wspominał o istniejącym kościele pod wezwaniem św. Wawrzyńca. W roku 1136, w lipcu, papież Innocenty II wydał przywilej arcybiskupowi gnieźnieńskiemu, który stwierdza i zatwierdza granicę archidiecezji obejmując także Nakło. 
Do roku 1354 istniał przy kapitule metropolitalnej gnieźnieńskiej komunikat związany z parafią nakielską. Kościół w Nakle był otoczony opieką Piastów. Dzielił także z mieszkańcami zarówno smutne losy w czasie wojen z Krzyżakami, jak i podczas potopu szwedzkiego. Do roku 1512 arcybiskup gnieźnieński Jan Łaski utworzył osobny archidiakonat z siedzibą w Kamieniu, do którego należało Nakło. Kościół w 1810 roku mocą edyktu króla pruskiego archidiakonat i jego kolegiata w Kamieniu uległa konfiskacie. Ksiądz Jan Thilman, proboszcz nakielski należał do ostatnich kanoników w Kamieniu. 
W 1750 erygowana została promotoria Matki Bożej Różańcowej w kaplicy kościoła w Nakle, którego celem było szerzenie modlitwy różańcowej w okolicy. W 1762 kościół został doszczętnie zniszczony przez pożar. Ówczesny starosta Jakub Działyński, mimo próśb proboszcza nakielskiego księdza kanonika Złotnickiego i upomnień króla, nie poczuwał się do obowiązku odbudowy kościoła w Nakle. Funkcję kościoła parafialnego przejął pod koniec XVIII w. istniejący już kościół pod wezwaniem św. Stanisława. Brak systematycznej konserwacji sprawił, że na początku XIX w. kościół był tak zniszczony, że zagrażał życiu wiernych. W 1819 roku rozpoczęto na ten cel zbiórkę pieniędzy. Do budowy przystąpiono dopiero w 1843. Zadania tego podjął się ówczesny proboszcz ksiądz Franciszek Pankau. Nowy murowany kościół powstał 10 października 1843. Konsekrowany został przez biskupa gnieźnieńskiego Anzelma Brodziszewskiego. 
W okresie międzywojennym niewielki kościół parafialny został rozbudowany według planu architekta Rogera Sławskiego kosztem rządu polskiego i parafian. Za czasów księdza proboszcza Ignacego Gepperta aż do początku XX stulecia Nakło wraz z otaczającymi wsiami stanowiło jedną parafię. Dekretem arcybiskupa gnieźnieńskiego z dnia 20 lipca 1925 podzielono na dwie parafie: św. Wawrzyńca i św. Stanisława biskupa i męczennika. Nadal jednak, aż do 1948, obie parafie były wspólnie administrowane. 1 kwietnia 1940 rządy w parafii św. Wawrzyńca rozpoczął ksiądz kanonik Ignacy Klimacki. Parafię prowadził przez 47 lat do 30 czerwca 1987. Zmarł 13 lutego 1988.

## Kościół
Świątynia to budowla klasycystyczna, rozbudowana w charakterze barokowym. Dachy są dwuspadowe i pulpitowe. Elewacja frontowa jest wzbogacona wieżami neoklasycystycznymi.
Witraże w oknach przedstawiające świętych (Marcin, Faustyna, Maksymilian Maria Kolbe, Maria Karłowska, Franciszek, Albert Chmielowski, Juda Tadeusz, Krzysztof, Stanisław Kostka, Antoni, Królowa Jadwiga, Cecylia, Matka Teresa, Józef, Ojciec Pio), błogosławionych (Edmund Bojanowski, Michał Kozal), Jana Pawła II i Prymasa Tysiąclecia. Na ścianach namalowane zostały obrazy z życia Pana Jezusa: Narodzenie, Odnalezienie w świątyni, Chrzest, Cud w Kanie Galilejskiej, Ostatnia Wieczerza, Ukrzyżowanie, Zmartwychwstanie i Wniebowstąpienie. W lewej nawie bocznej wiszą tablice upamiętniające wszystkich fundatorów, księdza Ignacego Klimackiego, księdza Kazimierza Chojnackiego (ksiądz, który został zabrany z konfesjonału) i księdza Ignacego Gepperta (ostatni proboszcz całej parafii w Nakle).